# هنري ميلفيل ويتني
هنري ميلفيل ويتني (بالإنجليزية: Henry Melville Whitney)‏ هو شخصية أعمال أمريكي، ولد في 22 أكتوبر 1839 في كونواي في الولايات المتحدة، وتوفي في 25 يناير 1923 في بروكلين في الولايات المتحدة.